# БК-6 «Нярінга»
БК-6 «Нярінга» — одномісний рекордно-тренувальний планер конструкції Б. Карвяліса. Серійно виготовлявся Сімферопольським планерним майстернями. З 1959 р. було виготовлено близько 60 планерів.

## Експлуатація
- СРСР — практично всі екземпляри експлуатувалися в прибалтійських республіках СРСР.
- Куба — два планера були подаровані планеристам Куби.

## Конструкція
БК-6 — повністю дерев'яний вільнонесучий середньоплан з трапецієподібним крилом великого подовження. Вільнонесуче горизонтальне оперення розташоване перед кілем, у горішній частині фюзеляжу. Великий ліхтар кабіни пілота був вписаний в обводи фюзеляжу.